# 9 × 39 mm russe

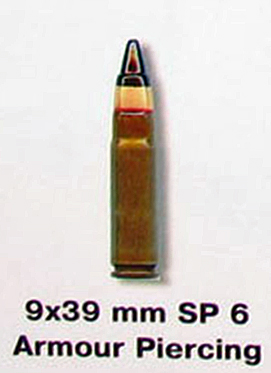
Cartouche SP-6, à noyau d'acier durci, perforante.

La cartouche russe de 9 × 39 mm fut créée dans les années 1980 (à l'époque soviétique) afin de fournir aux Spetsnaz une munition pour arme automatique dotée d'un pouvoir plus vulnérant que celle de 7,62 × 39 mm subsonique (nommée 7,62 × 39 US, pour Umenshennaya Skorost, « Basse Vitesse ») utilisée dans des variantes d'AK-47/AKM équipées de silencieux détachables.
Une nouvelle munition fut extrapolée à partir de la 7,62 × 39 mm : le projectile fut élargi, passant d'un diamètre de 7,62 à 9,3 mm, alourdi et profilé. Initialement, deux variantes furent créées :
- La cartouche SP-5, à balle standard à noyau de plomb pour tirs de précision,
- La cartouche SP-6, à noyau d'acier durci, perforante.

Deux armes (très similaires) furent créées spécifiquement pour cette nouvelle munition : 
- Le fusil de précision VSS Vintorez
- Le fusil d'assaut AS Val

Ces deux fusils sont basés sur des mécanismes très différents des et dotés d'un silencieux couvrant partiellement le canon, celui-ci permet de rendre imperceptible la détonation à une distance de 50 m. La portée effective de ces armes ne dépasse pas 400 m (à titre de comparaison, le Dragunov SVD permet des tirs deux fois plus longs).
Depuis la chute de l'URSS, d'autres armes chambrant la 9 × 39 mm ont fait leur apparition en Russie afin de tirer parti des performances de la munition ; aucun de ces fusils n'est en effet équipé de silencieux de manière permanente :
- L'OTs-12 « Tiss » (en), à la production confidentielle, s'apparentant à un AKS-74U,
- L'OTs-14-4A « Groza », fusil d'assaut bullpup modulaire basé sur l'AKS-74U,
- Le SR-3, SR-3M « Vihr », qui peut se résumer à un AS Val sans silencieux. Ce fusil d'assaut compact à forte puissance d'arrêt est utilisé par le FSO, le FSB (ex-KGB) et le MVD,
- Le 9A-91 est une version simplifiée (donc moins chère) du SR3 utilisée par le MVD,
- Le VSK-94 est au 9A-91 ce que le Vintorez est au Val ; il est utilisé par différents services de police russe,
- L'AK-9, dernier né de la famille Kalashnikov.